# Pas d'avenir pour le futur
Pas d'avenir pour le futur ('Til Death dans l'édition originale américaine) est un roman policier américain de Ed McBain, nom de plume de Salvatore Lombino, publié en 1959. C’est le neuvième roman de la série policière du 87e District.

## Résumé
La sœur du détective Steve Carella est sur le point de se marier, mais un inconnu menace de tuer son fiancé. Avec l'aide de ses collèges du commissariat du 87e District, le grand frère ne dispose que de quelques heures pour débusquer l'assassin. Faute de quoi sa sœur pourrait bien devenir épouse et veuve le même jour.

## Éditions
Édition originale en anglais
- (en) Ed McBain, 'Til Death, New York, Simon and Schuster, 1959

Éditions françaises
- (fr) Ed McBain (auteur) et Louis Saurin (traducteur), Pas d'avenir pour le futur [« 'Til Death »], Paris, Presses de la Cité, coll. « Un mystère no 521 », 1960 (BNF 32961970)
- (fr) Ed McBain (auteur) et Louis Saurin (traducteur), Pas d'avenir pour le futur [« 'Til Death »], Paris, Presses de la Cité, coll. « Classiques du roman policier no 34 », 1983, 188 p. (BNF 34751749)
- (fr) Ed McBain (auteur) et Louis Saurin (traducteur) (trad. de l'anglais), Pas d'avenir pour le futur [« 'Til Death »], Paris, UGE, coll. « 10/18. Grands détectives no 2320 », 1992, 189 p. (ISBN 2-264-01592-6, BNF 35543189)
- (fr) Ed McBain (auteur) et Louis Saurin (traducteur) (trad. de l'anglais), Pas d'avenir pour le futur [« 'Til Death »], Dans 87e District, volume 2, Paris, Éditions Omnibus, 1999, 938 p. (ISBN 2-258-05139-8, BNF 37176290)
  - Ce volume omnibus contient, dans des traductions revues et complétées, les romans Soupe aux poulets, Pas d'avenir pour le futur, Rançon sur un thème mineur, La Main dans le sac, À la bonne heure, Mourir pour mourir et Le Dément à lunettes.

## Adaptation à la télévision
- 1961 : Til Death, épisode 12, saison 1, de la série télévisée américaine 87th Precinct (TV series) (en), réalisé par Alan Crosland Jr., adaptation du roman 'til Death, avec Robert Lansing dans le rôle de Steve Carella

## Sources
- Jean Tulard, Dictionnaire du roman policier : 1841-2005. Auteurs, personnages, œuvres, thèmes, collections, éditeurs, Paris, Fayard, 2005, 768 p. (ISBN 978-2-915793-51-2, OCLC 62533410), p. 599 (Notice 87e District).